# Taryn Southern
Taryn Southern (Wichita, 16 luglio 1986) è un'attrice, comica e cantante statunitense.
Ha debuttato nel 2004 partecipando alla terza stagione di American Idol, per poi dedicarsi come attrice e produttrice a Project MyWorld, prima serie originale di DirecTV.

## Carriera
Nel novembre 2008 Southern ha lanciato con l'attrice e produttrice Jessica Lee Rose il web studio Webutantes. Sempre nel 2008 ha scritto e prodotto la sua prima webserie musical, Private High Musical, pubblicata su varie piattaforme web e non (tra cui MTV l'anno successivo alla sua pubblicazione online).
Nel 2009 ha recitato a fianco di DJ Lubel e Scott Baio nel provocatorio videoclip Wrong Hole, visitato oltre 10 milioni di volte dalla sua pubblicazione. La diffusione virale del video tramite YouTube ha fatto conoscere l'attrice al di fuori degli Stati Uniti, portandola all'attenzione del pubblico internazionale.
Nel 2010 l'attrice ha avuto un ruolo ricorrente nella quinta stagione dello show Le regole dell'amore, prodotto dalla CBS.
Nel 2012 è apparsa come guest star negli show New Girl, American Dad!, The League e Guys with Kids. Nello stesso anno ha lanciato il suo canale YouTube, pubblicando un nuovo video alla settimana; il canale ha più di 400.000 iscritti.
Nel 2017 ha smesso di pubblicare regolarmente materiale sul proprio canale YouTube. Ha sostenuto che l'algoritmo di YouTube crea dei problemi alla comunità digitale e aveva il desiderio di concentrarsi su altre esperienze creative sperimentando con le moderne tecnologie.

## Filmografia
- World Invasion (2011) di Jonathan Liebesman

## Discografia
- 2012 - On My Face
- 2015 - Flashback Friday
- 2018 - I AM AI